# Nikanor (Sohn des Parmenion)
Nikanor (altgriechisch Νικάνωρ Nikánōr) war der historischen Überlieferung nach der zweite Sohn des makedonischen Feldherrn Parmenion.
Er war der Führer der leichten Fußsoldaten (Hypaspisten) auf den Feldzügen Alexanders des Großen und in dieser Funktion an allen großen Schlachten Alexanders beteiligt. Auf ausdrücklichen Befehl Alexanders verfolgte er Dareios III. (nach anderen Quellen Bessos) zusammen mit den Agrianes des Attalos. Nikanor starb noch im Jahr 330 v. Chr., bevor Alexander seine Familie töten ließ.